# Trypanothacus
Genre
Trypanothacus est un genre de scorpions de la famille des Buthidae.

## Distribution
Les espèces de ce genre se rencontrent en Oman, en Arabie saoudite et en Jordanie.

## Liste des espèces
Selon The Scorpion Files (03/11/2021) :
- Trypanothacus azraqensis Al-Saraireh, Afifeh, Aloufi, Amr & Lourenço, 2021
- Trypanothacus barnesi Lowe, Kovařík, Stockmann & Šťáhlavský, 2019
- Trypanothacus buettikeri (Hendrixson, 2006)

## Publication originale
- Lowe, Kovařík, Stockmann & Šťáhlavský, 2019 : « Trypanothacus gen. n., a new genus of burrowing scorpion from the Arabian Peninsula (Scorpiones: Buthidae). » Euscorpius, no 277, p. 1-30 (texte intégral).